# Kiyosu-juku

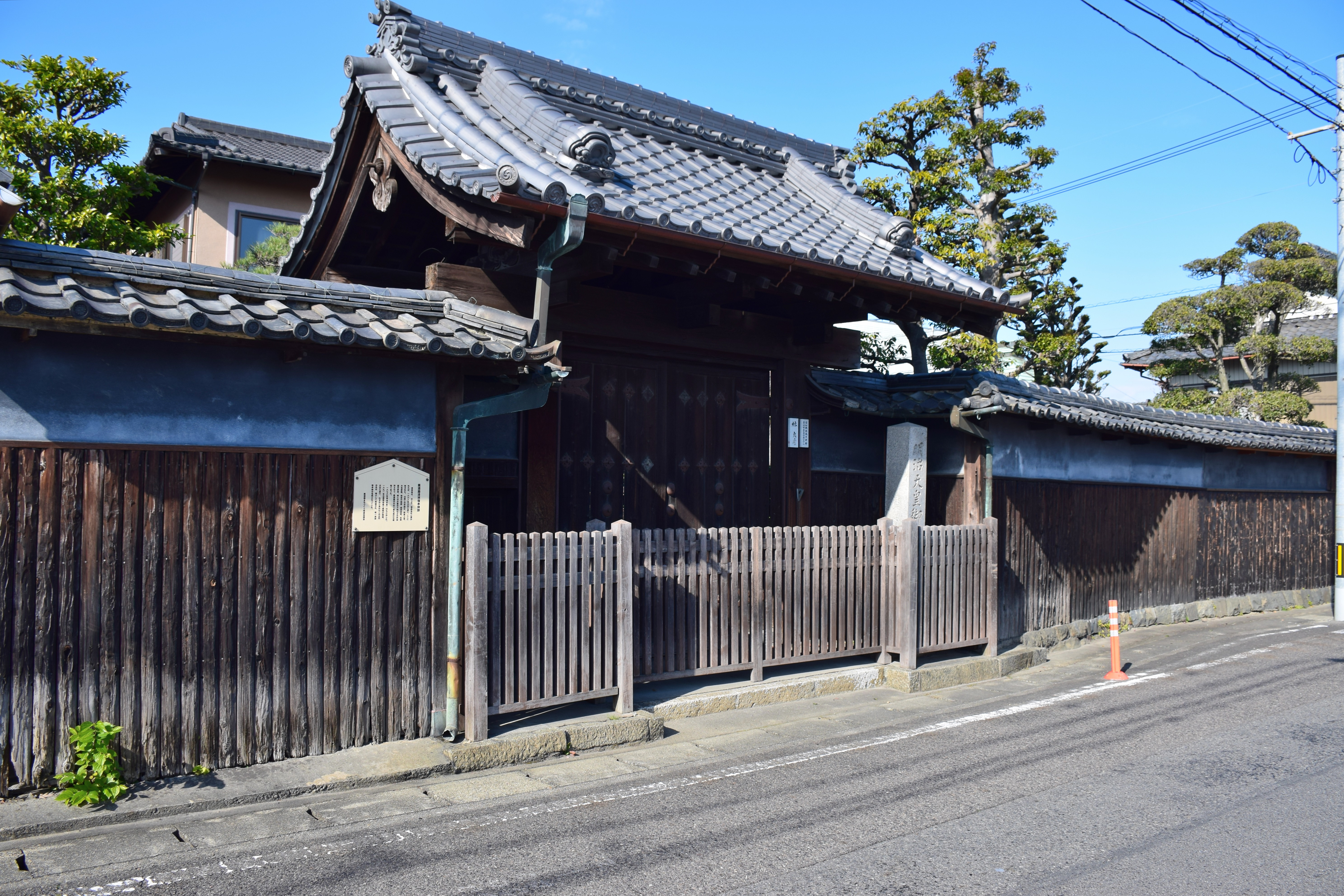
Restes du honjin de Kiyosu-juku.

Kiyosu-juku (清須宿, Kiyosu-juku) était la troisième des neuf stations (shukuba) du Minoji. Elle est située dans la ville de Kiyosu, préfecture d'Aichi au Japon.

## Histoire
Kiyosu-juku est construite à l'origine comme jōkamachi (ville-château) pour le château de Kiyosu. Cependant, la ville fut désertée quand presque toute la population fut déplacée au château de Nagoya. Kiyosu-juku fut établie en 1602 après que le Minoji fut créé pour relier le Nakasendō au Tōkaidō. Bien que la station et le château partagent le même nom, des kanjis différents sont utilisés pour écrire leurs noms : 清洲 pour le château et 清須 pour la station.
Les ruines du honjin de la station se trouvent juste au sud du parc Kiyosu. L'empereur Meiji séjourna dans le honjin durant un de ses voyages.

## Stations voisines
Minoji
Nagoya-juku – Kiyosu-juku – Inaba-juku